# Apalani
Apalani är en ort i Mexiko.   Den ligger i kommunen Acapulco de Juárez och delstaten Guerrero, i den södra delen av landet, 290 km söder om huvudstaden Mexico City. Apalani ligger 181 meter över havet och antalet invånare är 1 371.
Terrängen runt Apalani är platt åt sydost, men åt nordväst är den kuperad. Runt Apalani är det tätbefolkat, med 397 invånare per kvadratkilometer. Närmaste större samhälle är Amatillo, 8,9 km väster om Apalani. Omgivningarna runt Apalani är en mosaik av jordbruksmark och naturlig växtlighet.